# Ружний Михайло
Михайло Ружний (1898, с. Зазим'я, Броварська волость, Остерський повіт, Чернігівська губернія — 5 липня 1920, с. Перга, Волинська губернія) — стрілець 46-го куреня 16-ї стрілецької бригади 6-ї Січової стрілецької дивізії Армії Української Народної Республіки.

## Військова діяльність
Брав участь в низці оборонних боїв, під час відступу українських військ з Києва. Під час одного з таких боїв козаки та старшини 6-ї Січової стрілецької дивізії Армії Української Народної Республіки під командуванням полковника Марка Безручка одержали наказ тримати оборону на лівому березі річки Уборть і затримати просування Червоної армії на захід.
Михайло Ружний, серед інших бійців дивізії, взяв участь в одному з найзапекліших боїв військової кампанії 1920 року — бою на річці Уборть, що безперервно тривав понад 48 годин. Українці змогли затримати просування більшовиків. Однак, 6-та Січова стрілецька дивізія зазнала серйозних втрат: понад 40 загиблих та поранених бійців. Михайло Ружний, відбиваючи ворожу атаку, одержав поранення несумісні з життям.

## Поховання
Похований у братський могилі воїнів Армії Української Народної Республіки в селі Журжевичі, що на західному березі Уборті.

## Вшанування
25 грудня 2015 року на честь стрільця назвали вулицю Михайла Ружного у Броварах.